# Бингл, Ханна
Ханна Кьер Нибо Бингл (род. 1958, Дания) — активистка за права женщин датского происхождения, бывший водитель лондонского метро и пауэрлифтер. В 2017 году она была включена в список самых влиятельных женщин, «100 женщин» Би-би-си.

## Личная жизнь
Ханна Бингл родилась в Дании и переехала в Великобританию в 1980-х годах. Она замужем за Яном Бинглом, который также работал водителем лондонского метро.

## Карьера

### Машинистка
Бингл присоединилась к Transport for London в 1998 году, работала помощником по обслуживанию клиентов на станции метро Piccadilly Circus. Она выучилась на машиниста лондонского метро и начала водить поезда на линии Виктория в 2001 году. Она водила поезда TfL 13 лет. Во время работы в TfL она участвовала в женской сети Transport for London. Бингл хотела устранить гендерный дисбаланс, поскольку в то время только около 13 % водителей линии Виктория были женщинами. В 2009 году она получила MBE за заслуги в области равенства женщин и общественного транспорта. В 2017 году она была включена в список 100 самых влиятельных женщин Би-би-си.

### Карьера в пауэрлифтинге
С 2008 года Бингл участвует в профессиональных соревнованиях по пауэрлифтингу, представляя Великобританию. С 2008 по 2012 год она участвовала в нескольких мировых чемпионатах. Теперь она также является национальным судьей.